# Pieve di Berbenno
La pieve di Berbenno fu un'antica suddivisione territoriale della diocesi di Como e del Terziere di mezzo della Valtellina grigionese con capoluogo Berbenno di Valtellina.